# Elvira Cabbarova
Elvira Cabbarova, född 15 november 1976, är en friidrottare från Azerbajdzjan. Hon deltog vid olympiska sommarspelen 1996.